# هارون د. فورد
هارون د. فورد (بالإنجليزية: Aaron D. Ford)‏ هو سياسي أمريكي، ولد في 1972 بدالاس في الولايات المتحدة. حزبياً، نشط في الحزب الديمقراطي.

## وصلات خارجية
- الموقع الرسمي